# Lucas Alarcón
Lucas Alarcón Ancapi (Santiago, Chile, 5 de marzo de 2000) es un futbolista chileno. Juega como Defensa central y actualmente milita en Deportes La Serena de la Primera División de Chile.

## Trayectoria

### Universidad de Chile
Formado en las divisiones inferiores del conjunto laico, debuta en primera división el 10 de marzo de 2019 en el partido contra Unión Española, válido por la cuarta fecha del Campeonato Nacional AFP PlanVital 2019.

### Deportes Valdivia
En marzo de 2020, se confirma que Alarcón jugará la temporada 2020 por Deportes Valdivia de Primera B de Chile. Juega 21 de 23 partidos, siendo un puntual en el equipo, pero termina perdiendo la categoría, descendiendo a la Segunda división.

### Deportes La Serena
Tras un primer semestre de 2021 sin minutos en Universidad de Chile, es cedido a Deportes La Serena, para afrontar la segunda rueda del Campeonato Nacional. En 2022, tras hacer la pretemporada con la U, nuevamente se confirma su cesión al conjunto granate.

## Selección nacional

### Categorías menores
Lucas se da a conocer en el fútbol debido a sus buenas actuaciones en la selección chilena sub-17, donde es el capitán de su país en el Sudamericano sub-17 celebrado en Chile, en este torneo disputa todos los partidos con su selección, anotando un gol y consiguiendo un cupo al Mundial sub-17 por el subcampeonato logrado por Chile. En la Copa Mundial de Fútbol Sub-17 de 2017 participa con Chile en los tres partidos que disputa su selección.
En el 2019 participa en el Sudamericano Sub-20 de 2019 con Chile anotando un gol contra Bolivia.

#### Participaciones en Mundiales
| Torneo                 | Sede  | Resultado    | Partidos | Goles |
| ---------------------- | ----- | ------------ | -------- | ----- |
| Mundial Sub-17 de 2017 | India | Primera fase | 3        | 0     |

#### Participaciones en Sudamericanos
| Torneo                      | Sede  | Resultado    | Partidos | Goles |
| --------------------------- | ----- | ------------ | -------- | ----- |
| Sudamericano Sub-17 de 2017 | Chile | Subcampeón   | 9        | 1     |
| Sudamericano Sub-20 de 2019 | Chile | Primera fase | 4        | 1     |

## Estadísticas
| Club                         | Div.       | Temporada  | Liga  | Liga  | Copas nacionales | Copas nacionales | Torneos internacionales | Torneos internacionales | Total | Total |
| Club                         | Div.       | Temporada  | Part. | Goles | Part.            | Goles            | Part.                   | Goles                   | Part. | Goles |
| ---------------------------- | ---------- | ---------- | ----- | ----- | ---------------- | ---------------- | ----------------------- | ----------------------- | ----- | ----- |
| Universidad de Chile · Chile | 1.ª        | 2019       | 4     | 0     | —                | —                | —                       | —                       | 4     | 0     |
| Universidad de Chile · Chile | 1.ª        | 2020       | —     | —     | —                | —                | —                       | —                       | 0     | 0     |
| Deportes Valdivia · Chile    | 2.ª        | 2020       | 21    | 1     | —                | —                | —                       | —                       | 21    | 1     |
| Deportes Valdivia · Chile    | Total club | Total club | 21    | 1     | 0                | 0                | 0                       | 0                       | 21    | 1     |
| Universidad de Chile · Chile | 1.ª        | 2021       | —     | —     | 1                | 0                | —                       | —                       | 1     | 0     |
| Universidad de Chile · Chile | Total club | Total club | 4     | 0     | 1                | 0                | 0                       | 0                       | 5     | 0     |
| Deportes La Serena · Chile   | 1.ª        | 2021       | 11    | 0     | —                | —                | —                       | —                       | 11    | 0     |
| Deportes La Serena · Chile   | 1.ª        | 2022       | 25    | 0     | 2                | 0                | —                       | —                       | 27    | 0     |
| Deportes La Serena · Chile   | 2.ª        | 2023       | 17    | 0     | —                | —                | —                       | —                       | 17    | 0     |
| Deportes La Serena · Chile   | 2.ª        | 2024       | 23    | 2     | 1                | 0                | —                       | —                       | 24    | 2     |
| Deportes La Serena · Chile   | Total club | Total club | 76    | 0     | 3                | 0                | 0                       | 0                       | 79    | 2     |
| Total club                   | Total club | Total club | 101   | 3     | 4                | 0                | 0                       | 0                       | 105   | 3     |
| 1. 2.                        |            |            |       |       |                  |                  |                         |                         |       |       |

## Palmarés

### Campeonatos nacionales
| Título    | Club               | País  | Año  |
| --------- | ------------------ | ----- | ---- |
| Primera B | Deportes La Serena | Chile | 2024 |